# عبد الأعلى بن وهب
أبو وهب عبد الأعلى بن وهب بن عبد الأعلى (المتوفي عام 261 هـ) فقيه مالكي قرطبي.
كان أبو وهب من موالي قريش، سمع من يحيى بن يحيى الليثي، ورحل إلى المشرق فسمع من مطرف بن عبد الله المدني بالمدينة، وسمع بمصر من أصبغ بن الفرج، وعلي بن معبد بن شداد، وبإفريقية من سحنون بن سعيد التنوخي. ولما عاد إلى الأندلس في عهد الأمير عبد الرحمن بن الحكم، اختير ضمن مجموعة من العلماء، يُستفتون في الأحكام، ضمت يحيى بن يحيى وسعيد بن حسان وعبد الملك بن حبيب وأصبغ بن خليل.
قال عنه ابن الفرضي أنه: «رجل عاقل، حافظ للرأي، مشارك في علم النحو واللغة، متدين زاهد. سمع منه: محمد بن وضاح قديمًا، وسمع منه محمد بن عمر بن لبابة وصحبه طويلاً.» لم يكن لعبد الأعلى معرفة بالحديث، وكان يذهب إلى أن الأرواح تموت، تأثرًا بآراء المعتزلة. مما جعل يحيى بن يحيى وابن حبيب، وغيرهما يطعنون عليه أشد الطعن.
توفي أبو وهب في يوم السبت 3 ربيع الأول 261 هـ.